# 日本プロテスタント宣教150周年記念大会

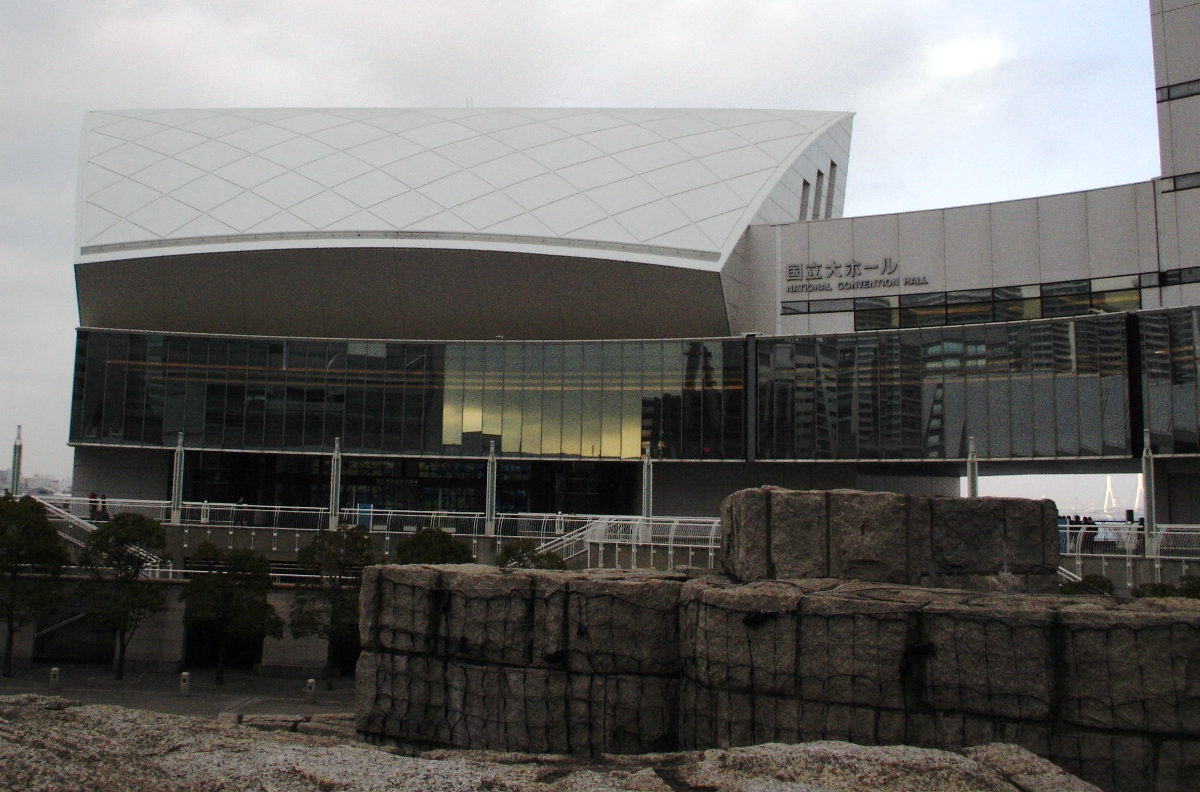
パシフィコ横浜国立大ホール

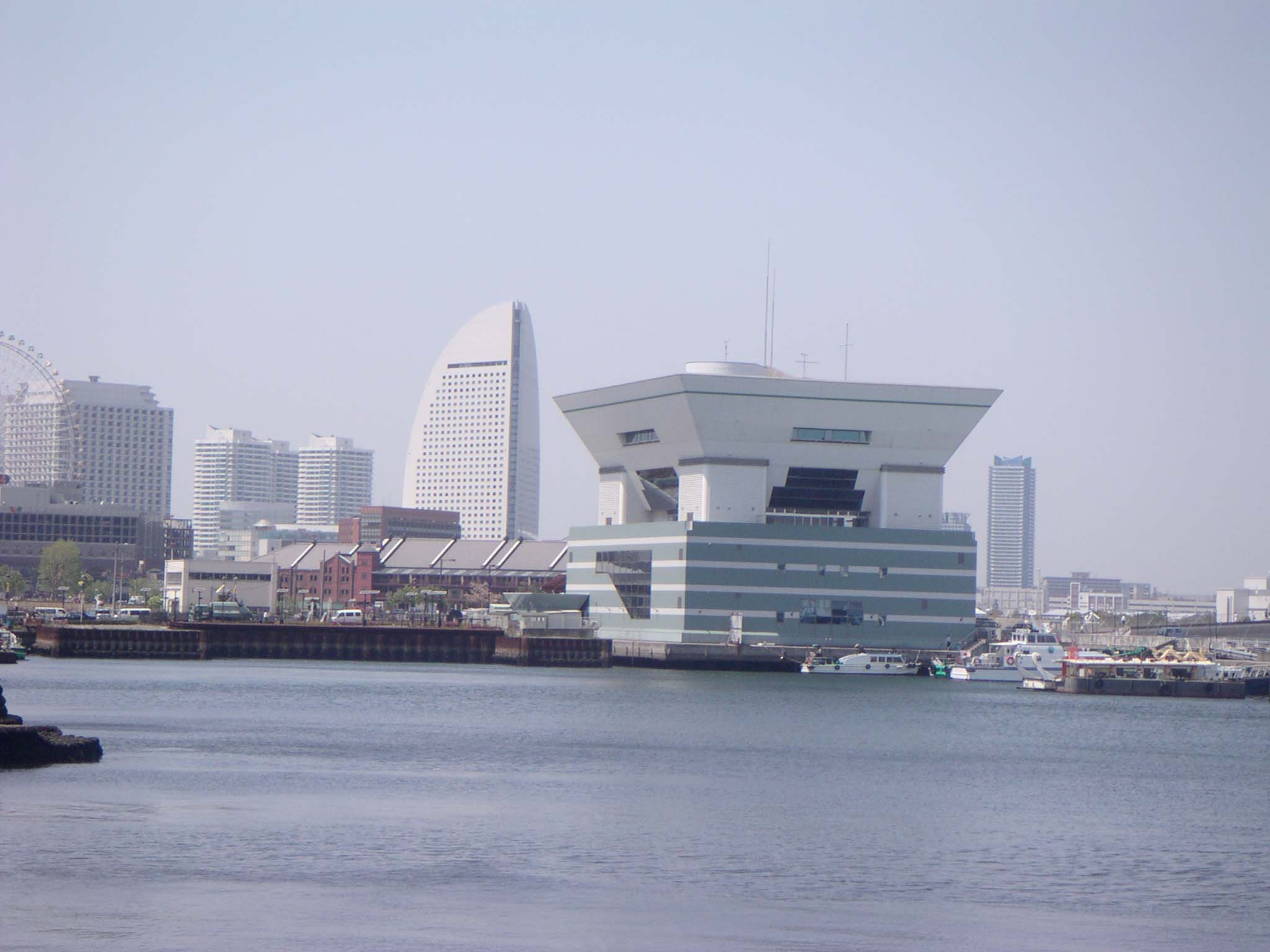
遠景

日本プロテスタント宣教150周年記念大会（にほんプロテスタントせんきょうひゃくごじっしゅうねんきねんたいかい）とは、日本のプロテスタント宣教150周年を記念して、エキュメニカル派、福音派、聖霊派の三派が共同し、2009年の7月8-9日にパシフィコ横浜で開催された記念大会。大会には延べ16000人が参加し、150周年を祝った。
開催テーマは「キリストにあってひとつ-主イエスの証し人（あかしびと）として-」。

## 歴史
2009年は1859年に聖公会ジョン・リギンズ（5月）とチャニング・ウィリアムズ（6月）が来日してから150周年である。また、1859年は続いて10月17日にジェームス・カーティス・ヘボン、また秋にはオランダ改革派教会からサミュエル・ブラウン、グイド・フルベッキが来日した。
100年前の1909年には、日本におけるプロテスタント宣教開始から50年を祝って宣教開始50年記念会が開催された。
50年前の1959年には、 プロテスタント宣教100周年を記念して、エキュメニカル派（リベラル派）と福音派（聖書信仰派）が、それぞれ別に記念集会をもった。1959年、エキュメニカル派の日本キリスト教協議会は日本基督教団を中心として、「宣教百周年記念運動」を開催し、福音派は日本宣教百年記念聖書信仰運動大会を開催した。
それから50年後の日本プロテスタント宣教150周年記念大会は、エキュメニカル派、福音派、聖霊派が共同して開催された。

## 実行委員長
150周年の実行委員長は、エキュメニカル派、福音派、聖霊派からそれぞれ一人立てられた。
- 山北宣久（日本基督教団聖ヶ丘教会 主任牧師）（エキュメニカル派）（日本キリスト教協議会NCC系）
- 峯野龍弘（ウェスレアン・ホーリネス教団淀橋教会主管牧師）（福音派）（日本福音同盟JEA系）
- 大川従道（大和カルバリーチャペル主任牧師）（聖霊派）（日本リバイバル同盟NRA系）

## 記念大会プログラム

### 7月8日水曜日

#### フェスティバル・開会礼拝
海外からの祝辞としてリック・ウォレンのビデオレター、ベアンテ・ボーマン特別讃美、大島常治師による証し、久米小百合の特別讃美、ハ・ヨンジョ師の説教、小坂忠のゴスペル、大川従道の説教。

### 7月9日木曜日

#### 記念式典
重見通典指揮の祝祭序曲オーケストラ、加賀清孝独唱、船津行雄祈祷、東京スコラ・カントールムによる讃美。

#### 基調講演とパネルディスカッション
加藤常昭師の講演「神の言葉に生かされるキリストのからだ・教会」。パネリストは朴寿吉、江藤直純、藤本満、 北城恪太郎。
湊晶子による講演「日本プロテスタント宣教150年を迎えて-現代のキリスト教学校教育と家庭教育に期待するもの」 。パネリストは永井理恵子、古屋安雄、木村利人 。

#### 派遣礼拝
北浦三育中学校エンジェルズベルコワイヤのハンドベル讃美、フェリス女学院聖歌隊の讃美、峯野龍弘の説教。
大川従道師、峯野龍弘師、山北宣久師による決意表明。